# Fabian Köster
Fabian Köster, född 14 juli 1995 i Bergisch Gladbach, är en tysk komiker och manusförfattare.
Köster är sedan september 2015 manusförfattare för satirprogrammet Heute-show på ZDF. Ett år senare blev han även fältreporter i samma program.
Sedan oktober 2023 producerar Köster tillsammans med den tidigare fotbollsspelaren Jonas Hector podden Schlag und Fertig.

## TV
- 2015 – Heute-show